# 非裔玻利維亞人
非裔玻利維亞人，是指祖先是來自撒哈拉沙漠以南黑非洲的玻利維亞人，非裔是指他們身上帶有非洲如宗教，音樂，語言，藝術和階級等文化遺傳。非裔玻利維亞人被該國政府公認為玻利維亞的組成民族群體之一，並由一位國王帶領，這個國王的祖先可追溯到在中世紀期間在非洲的一位君主。現在非裔玻利維亞人人口估計有25000人。

## 歷史
在1544年，西班牙的征服者在玻利維亞里科山的波托西發現銀礦，差不多同時立即奴役當地土地印地安人為他們開採，但他們很快因過勞和疾病大批死亡。西班牙人開始尋找一個新的勞動力來源，到十七世紀初，西班牙礦主和男爵開始大批引進非洲奴隸，以幫助那些仍然有能力的當地人開採銀礦。
在礦山工作的一些黑奴存活不到幾個月。許多土著和這些非洲工人都短命是因他們在礦場工作時吸入的有毒的冶煉廠煙霧和汞蒸汽，這些奴隸平均在礦山工作4個月。 因此他們在離開地底時必須蒙上眼睛，以保護他們的眼睛，因這些眼睛已適應黑暗環境。
18歲以上的土著和非洲人每天在礦山工作12小時，年輕的孩子亦被要求在礦山工作，只是工作時間較少。據估計，從1545年開始直到1825年殖民時期結束，估計多達八百萬的非洲人和本地人死於礦區的惡劣工作條件，包括石棉，有毒氣體，塌陷和爆炸。
西班牙人強化奴隸抵禦礦山惡劣條件的方式是讓他們咀嚼古柯葉，並最終將成為玻利維亞文化的一個非常重要的組成部分，古柯是一種在玻利維亞消費的農產品，但也可以加工成可卡因。咀嚼古柯可使奴隸抵抗寒冷，饑餓和緩解高原反應。

## 尤加斯
在19世紀非裔玻利維亞奴隸解放之後，非裔玻利維亞人搬到一個名為尤加斯的地方。距拉巴斯不遠的尤加斯是玻利維亞大部分古柯的種植地。在尤加斯一些地方如科羅伊科、穆魯拉塔山、契加洛馬有大量人口祖先是非洲人。在玻利維亞人遷移到尤加斯前，當地主要居民是艾马拉人和麥士蒂索人，據當地人認為，更深的膚色更有吸引力，當黑人第一次踏足玻利維亞時，當地人印象深刻， 因此，毫不奇怪，許多非裔玻利維亞人與艾馬拉人結婚，採納他們的許多文化元素，如他們的穿衣風格，甚至形成一個艾馬蘭語次文化。

## 現狀
儘管玻利維亞在17世紀擁有世界上最豐富的銀礦，但它目前是南美洲第二個最貧窮的國家。大多數玻利維亞人生活在農村地區依靠農業生存，無法獲得基本需求。事實上，2004年玻利維亞全國公民投票報告說，非裔玻利維亞人以及土著人民面臨歧視，健康不良，預期壽命，教育，收入，識字率和在殘酷條件下的工作。
據估計，25,000名非裔玻利維亞人住在永加斯。他們為他們的文化感到自豪，並且非常努力地保護它。事實上在穆魯拉塔鎮，非裔玻利維亞人設法保持了他們的傳統文化，以維持目前由胡利奧·皮內多領導的一個持續的非洲-玻利維亞君主制。他們正試圖為年輕人組織非洲文化課程，以保持他們的非洲文化。